# Transmorphers
Transmorphers ist ein US-amerikanischer Science-Fiction- und Action-Film aus dem Jahr 2007. Er wurde als Direct-to-DVD-Produktion am 20. Oktober 2009 in Deutschland veröffentlicht. Transmorphers ist ein Mockbuster des US-amerikanischen Filmstudios The Asylum mit Bezug auf den Film Transformers.

## Handlung
Im Jahr 2009 haben Aliens in riesigen Robotern, den Z-Bots, die Erde erobert. Durch Beeinflussung des Klimas kommt es zu dauerhafter Dunkelheit und Niederschlägen, weshalb die Menschheit dazu gezwungen ist, unter der Erde zu leben. 300 Jahre später plant eine kleine Gruppe von Rebellen die Welt von den Invasoren zu befreien. Schon bald stellen sie fest, dass die Roboter nicht von Außerirdischen gesteuert werden, sondern die Roboter selbst die extraterrestrische Intelligenz sind. 
Eine Patrouille, angeführt von Blackthorn, soll einen der Roboter gefangen nehmen, um diesen auf schwache Punkte untersuchen zu können. Die Patrouille gerät in einen Hinterhalt und es stellt sich heraus, dass die Roboter sich aus unauffälligen technischen Systemen in Kampfmaschinen verwandeln können. Nachdem Blackthorns Patrouille getötet wurde, berät die Anführerin der menschlichen Widerstandsbewegung, General Van Ryberg, mit anderen Offizieren, wie der Krieg noch zu gewinnen wäre. Van Ryberg beschließt, einen in Ungnade gefallenen Soldaten namens Warren Mitchell wiederzubeleben. Mitchell wurde zusammen mit seinem Gehilfen Itchy wegen Gehorsamsverweigerung kryogenisiert. Sie wurden für den Tod von fünf Offizieren fünf Jahre zuvor verantwortlich gemacht. Mitchell ist froh, wieder im aktiven Dienst zu sein, muss aber erfahren, dass seine ehemalige Geliebte, Karina Nadir, eine Kampfpilotin, nun mit General Van Ryberg zusammen ist.
Xandria Lux wird ausgesandt, um einen funktionierenden Z-Bot zu finden, um dessen Brennstoffzellen untersuchen zu können. Der Plan ist, eine Brennstoffzelle zu manipulieren und im Hauptquartier der Roboter zur Explosion bringen zu können. Mitchell und sein Team können einige Roboter in einen Hinterhalt locken. Ein Teil der Maschinen wird zerstört und es gelingt einen Roboter gefangen zu nehmen. Während des Gefechts bleiben Karina und Blair hinter den feindlichen Linien in unmittelbarer Nähe des Hauptquartiers stecken. Bei der Untersuchung des gefangen genommenen Z-Bots stellt Mitchell fest, dass die Brennstoffzelle einen Peilsender besitzt, der die Maschinen zu den Menschen in der unterirdischen Stadt führen wird. Van Ryberg übernimmt einen letzten verzweifelten Versuch, um die Roboter zu besiegen und ihre Lebensgefährtin zu retten.
Mitchell erfährt vom Wissenschaftler Dr. Voloslov Alextzavich (Michael Tower), dass er selbst ein von Dr. Alextzavich gebauter Androide ist. Mitchell erkennt, dass er die Brennstoffzelle zum Hauptquartier bringen muss, um die Roboter endgültig zu besiegen. Unterstützt durch eine Eingreiftruppe und angeführt von Lux, macht Mitchell sich zum Hauptquartier auf, wo es gelingt Karina und Blair zu retten. Die Gruppe bricht in das Gebäude ein und muss feststellen, dass auch das Hauptquartier ein riesiger Roboter ist. In der Zwischenzeit können General Van Ryberg und einige Soldaten zu einer der Terra-Forming-Stationen vordringen und diese zerstören. Es gelingt ihnen außerdem, die unterirdische Stadt gegen einen Angriff der Roboter zu verteidigen. Im Hauptquartier opfert sich Mitchell, indem er seine Fähigkeiten als Android dazu einsetzt, den Führer der Roboter zu besiegen. Nachdem dieser zerstört ist, werden alle Roboter auf der Welt deaktiviert. Nach Ende der Schlacht kommen Karina und Van Ryberg wieder zusammen und die überlebenden Menschen werden Zeugen, wie die Sonne zum ersten Mal seit Jahrhunderten wieder die Wolken durchbricht.

## Trivia
Der Film wurde mit einem Budget von 300.000 US-Dollar produziert.

## Nachfolger
In Deutschland erschien am 29. Juli 2011 der Nachfolger Transmorphers 3 – Der dunkle Mond ebenfalls als Direct-to-DVD-Produktion. Im Original handelt es sich um das 2009 gedrehte Prequel Transmorphers: Fall of Man. 2023 folgte Transmorphers 2: Kriegsbestien-Mech.